# Bang! You're Dead (film, 1954)
Pour les articles homonymes, voir Bang! You're Dead.
Bang! You're Dead est un film britannique réalisé par Lance Comfort, sorti en 1954.

## Fiche technique
- Titre : Bang! You're Dead
- Réalisateur : Lance Comfort
- Scénario : Ernest Borneman, Guy Elmes
- Musique : Eric Spear
- Producteur : Lance Comfort
- Société de production : Wellington
- Durée : 88 minutes
- Film en noir et blanc
- Genre : Drame
- Date de sortie :
  -  Royaume-Uni 16 mars 1954

## Distribution
- Jack Warner : Bonsell
- Derek Farr : Détective Grey
- Veronica Hurst : Hilda
- Michael Medwin : Bob Carter
- Gordon Harker : Mr. Hare
- Anthony Richmond : Cliff Bonsell
- Sean Barrett : Willy
- Beatrice Varley : Mrs. Maxted
- Philip Saville : Ben Jones
- John Warwick : Sergent Gurney
- Toke Townley : Jimmy Knuckle
- Fred Griffiths : Milche
- Larry Burns : Jock Laurie
- Arnold Bell : Le gardien
- Leo Phillips : Dick Locke